# Кунрат, Генрих
Генрих Кунрат (нем. Heinrich Khunrath, Kuhnrath; предположительно 1560—1605) — немецкий врач, философ-мистик, алхимик и каббалист. Автор знаменитого труда «Амфитеатр вечной мудрости» (лат. Amphitheatrum sapientiae aeternae).

## Биография
Генрих Кунрат родился в 1560 году в немецком городе Лейпциг, Священная Римская империя. В 1588 году он оканчивает Базельский университет с дипломом доктора медицины. В 23 года он заинтересовался каббалой, магией и теософией. Он работал по своей специальности у Вильгельма фон Розенберга, а также в центральной и северной Германии в различных городах, таких как Берлин, Магдебург, Гера. В своих поездках он познакомился с Джоном Ди, британским математиком, а также алхимиком Иоганном Грассхоффом. Состоял в переписке с Иоганном Арндтом. В врачебной практике пациентом Кунрата был граф Шварцбурга. После окончания университета, Кунрат переехал в Гамбург, где проводил алхимические опыты в своей частной лаборатории. Умер в 1605 году либо в Лейпциге, либо в Дрездене.

## Деятельность
Кунрат был последователем Парацельса и сторонником теории о возможной трансмутации камня и металла. Также он верил в то, что с помощью особого эликсира можно продлить человеческую жизнь. В 1595 году Кунрат опубликовал «Амфитеатр вечной мудрости» — монументальный алхимический труд, наиболее известная его работа. Всего четыре экземпляра первого издания сохранилось до сегодняшнего дня. Второе пересмотренное издание было выпущено уже посмертно — в 1609 году.

## Наследие и память
При жизни был знаком со многими алхимиками своего времени. Современники Кунрата не имели единогласного мнения о его персоне, одни считались с его авторитетом, другие называли алхимика «шарлатаном». Деятельность Кунрата с высоким почтением оценивалась Квирином Кульман, немецким мистиком и поэтом. Он описывал Кунрата как человека, «воспламенившегося божественным огнём и страстным желанием исследовать самые глубокие материи».